# A1 Ethniki 2017-18
La A1 Ethniki 2017-18 fue la edición número 78 de la A1 Ethniki, la máxima competición de baloncesto de Grecia. La temporada regular comenzó el 7 de octubre de 2017 y los playoffs acabaron en junio de 2018. Los ocho mejor clasificados accedieron a los playoffs, los dos primeros directamente a semifinales, tercero y cuarto directos a cuartos de final mientras que los otros cuatro jugarán una ronda previa. El Panathinaikos Superfoods logró su trigésimo séptimo título de campeón, mientras que el Koroivos y el Trikala Aries descendieron a la A2 Ethniki.

## Equipos temporada 2017-18
| Club                     | Posición 2016–17 | Pabellón                                     | Capacidad |
| ------------------------ | ---------------- | -------------------------------------------- | --------- |
| AEK                      | 3º               | Nikos Galis Olympic Indoor Hall, Marousi     | 19,250    |
| Aris                     | 4º               | Alexandrio Melathron, Salónica               | 5,138     |
| GSL Faros                | 15º (A2)         | Larissa Neapolis Indoor Arena, Larissa       | 4,000     |
| Kolossos                 | 7º               | Venetoklio Indoor Hall, Rodas                | 1,700     |
| Koroivos                 | 11º              | Amaliada Indoor Hall, Koroivos               | 2,000     |
| Kymis                    | 12º              | Tasos Kabouris Kanithou Indoor Hall (Calcis) | 1,620     |
| Lavrio                   | 8º               | Lavrio Indoor Hall, Lavrio                   | 1,700     |
| Olympiacos               | 2º               | Peace and Friendship Stadium, El Pireo       | 12,000    |
| Panathinaikos Superfoods | 1º               | Nikos Galis Olympic Indoor Hall, Marousi     | 19,250    |
| Panionios                | 1º (A2)          | Nea Smyrni Indoor Hall, Nea Smyrni           | 2,000     |
| PAOK                     | 5º               | PAOK Sports Arena, Pylaia                    | 8,500     |
| Promitheas Patras        | 9º               | Dimitris Tofalos Arena, Patras               | 4,150     |
| Rethymno Cretan Kings    | 6º               | Rethymno Indoor Hall, Rethymno               | 1,600     |
| Trikala                  | 10º              | Trikala Indoor Hall, Trikala                 | 2,500     |

## Resultados

### Temporada regular
| Pos. | Equipo                | PJ | G  | P  | PF   | PC   | DP   | Pts | Clasificación o descenso           |
| ---- | --------------------- | -- | -- | -- | ---- | ---- | ---- | --- | ---------------------------------- |
| 1    | Panathinaikos         | 26 | 26 | 0  | 2404 | 1777 | +627 | 52  | Clasificados para semifinales      |
| 2    | Olympiacos            | 26 | 22 | 4  | 2245 | 1781 | +464 | 48  | Clasificados para semifinales      |
| 3    | Promitheas Patras     | 26 | 17 | 9  | 2081 | 2013 | +68  | 43  | Clasificados para cuartos de final |
| 4    | PAOK                  | 26 | 17 | 9  | 2063 | 1975 | +88  | 43  | Clasificados para cuartos de final |
| 5    | AEK                   | 26 | 15 | 11 | 2082 | 2031 | +51  | 41  | Clasificados para primera ronda    |
| 6    | Lavrio                | 26 | 14 | 12 | 2149 | 2110 | +39  | 40  | Clasificados para primera ronda    |
| 7    | Kymis                 | 26 | 14 | 12 | 2026 | 2032 | −6   | 40  | Clasificados para primera ronda    |
| 8    | Kolossos              | 26 | 11 | 15 | 1934 | 1977 | −43  | 37  | Clasificados para primera ronda    |
| 9    | Aris                  | 26 | 10 | 16 | 1754 | 1869 | −115 | 36  |                                    |
| 10   | Rethymno Cretan Kings | 26 | 10 | 16 | 2047 | 2136 | −89  | 36  |                                    |
| 11   | GSL Faros             | 26 | 8  | 18 | 1927 | 2190 | −263 | 34  |                                    |
| 12   | Panionios             | 26 | 7  | 19 | 1876 | 2078 | −202 | 33  |                                    |
| 13   | Koroivos (R)          | 26 | 7  | 19 | 1824 | 2082 | −258 | 33  | Descenso a A2 Ethniki              |
| 14   | Trikala Aries (R)     | 26 | 4  | 22 | 1802 | 2163 | −361 | 30  | Descenso a A2 Ethniki              |

 Fuente: ESAKE

### Resultados
| Local \ Visitante          | AEK    | ARIS  | GSL    | KOL   | KOR   | KYM   | LAV     | OLY    | PAO    | PAN   | PAOK   | PRO    | RCK    | TRI    |
| -------------------------- | ------ | ----- | ------ | ----- | ----- | ----- | ------- | ------ | ------ | ----- | ------ | ------ | ------ | ------ |
| AEK                        | —      | 73–64 | 106–79 | 95–79 | 86–60 | 82–76 | 96–86   | 66–62  | 74–94  | 83–73 | 72–81  | 75–76  | 81–74  | 91–78  |
| Aris                       | 64–62  | —     | 71–60  | 72–86 | 66–68 | 60–73 | 80–69   | 55–80  | 70–88  | 60–48 | 65–66  | 68–64  | 70–52  | 82–63  |
| Gymnastikos Larissas Faros | 75–86  | 81–76 | —      | 79–77 | 82–78 | 80–91 | 80–87   | 83–95  | 52–89  | 98–68 | 101–89 | 81–89  | 70–89  | 77–70  |
| Kolossos H Hotels          | 82–78  | 73–67 | 94–74  | —     | 86–71 | 68–81 | 71–77   | 54–72  | 71–72  | 70–62 | 76–79  | 70–89  | 64–63  | 78–60  |
| Koroivos                   | 75–77  | 71–55 | 73–55  | 79–76 | —     | 59–73 | 67–91   | 54–104 | 49–86  | 68–67 | 87–91  | 78–71  | 102–97 | 78–60  |
| Kymis                      | 77–79  | 94–69 | 70–71  | 93–89 | 93–89 | —     | 94–81   | 56–85  | 73–90  | 95–83 | 88–85  | 68–73  | 82–76  | 72–63  |
| Lavrio Megabolt            | 80–72  | 70–71 | 77–55  | 80–62 | 80–69 | 78–65 | —       | 68–84  | 57–111 | 83–73 | 90–72  | 101–87 | 78–77  | 117–87 |
| Olympiacos                 | 100–86 | 86–66 | 100–69 | 83–72 | 97–76 | 93–78 | 91–62   | —      | 68–71  | 87–65 | 96–77  | 96–64  | 90–72  | 86–51  |
| Panathinaikos Superfoods   | 86–65  | 84–63 | 103–70 | 87–63 | 92–57 | 87–64 | 120–118 | 68–61  | —      | 97–53 | 89–74  | 96–64  | 91–69  | 87–56  |
| Panionios                  | 71–69  | 81–87 | 74–66  | 70–90 | 70–59 | 91–92 | 72–71   | 73–79  | 66–89  | —     | 67–81  | 80–87  | 96–64  | 82–76  |
| PAOK                       | 86–65  | 63–57 | 91–51  | 70–56 | 92–63 | 94–83 | 92–87   | 78–71  | 74–91  | 92–74 | —      | 73–79  | 80–72  | 58–54  |
| Promitheas Patras          | 69–66  | 70–40 | 91–80  | 76–80 | 75–70 | 93–82 | 98–87   | 73–87  | 91–108 | 69–58 | 81–68  | —      | 94–72  | 88–71  |
| Rethymno Cretan Kings      | 90–95  | 80–73 | 91–84  | 89–61 | 95–90 | 83–73 | 73–95   | 66–86  | 69–103 | 90–78 | 73–79  | 82–78  | —      | 103–67 |
| Trikala Aries              | 71–82  | 64–83 | 65–74  | 59–86 | 71–59 | 60–71 | 91–79   | 73–98  | 66–96  | 76–81 | 87–78  | 68–87  | 76–86  | —      |

## Playoffs
|  | Cuartos de final | Cuartos de final         | Cuartos de final |                   |   | Semifinales              | Semifinales | Semifinales |   |                   | Final                    | Final        | Final |  |
|  |                  |                          |                  |                   |   |                          |             |             |   |                   |                          |              |       |  |
|  |                  |                          |                  |                   |   |                          |             |             |   |                   |                          |              |       |  |
|  | 1                | Panathiniakos Superfoods | 2                |                   |   |                          |             |             |   |                   |                          |              |       |  |
|  | 1                | Panathiniakos Superfoods | 2                |                   |   |                          |             |             |   |                   |                          |              |       |  |
|  | 8                | Kolossos Rodou           | 0                |                   |   |                          |             |             |   |                   |                          |              |       |  |
|  | 8                | Kolossos Rodou           | 0                |                   | 1 | Panathinaikos Superfoods | 3           |             |   |                   |                          |              |       |  |
|  |                  |                          |                  |                   | 1 | Panathinaikos Superfoods | 3           |             |   |                   |                          |              |       |  |
|  |                  |                          | 4                | PAOK              | 0 |                          |             |             |   |                   |                          |              |       |  |
|  | 4                | PAOK                     | 4                | PAOK              | 0 | 2                        |             |             |   |                   |                          |              |       |  |
|  | 4                | PAOK                     |                  |                   |   |                          |             |             |   |                   |                          |              |       |  |
|  | 5                | AEK                      | 0                |                   |   |                          |             |             |   |                   |                          |              |       |  |
|  | 5                | AEK                      | 0                |                   |   |                          |             |             |   | 1                 | Panathinaikos Superfoods | 3            |       |  |
|  |                  |                          |                  |                   |   |                          |             |             |   | 1                 | Panathinaikos Superfoods | 3            |       |  |
|  |                  |                          | 2                | Olympiacos        | 2 |                          |             |             |   |                   |                          |              |       |  |
|  | 2                | Olympiacos               | 2                | Olympiacos        | 2 | 2                        |             |             |   |                   |                          |              |       |  |
|  | 2                | Olympiacos               |                  |                   |   |                          |             |             |   |                   |                          |              |       |  |
|  | 7                | Kymis                    | 0                |                   |   |                          |             |             |   |                   |                          |              |       |  |
|  | 7                | Kymis                    | 0                |                   | 2 | Olympiacos               | 3           |             |   | Tercer lugar      | Tercer lugar             | Tercer lugar |       |  |
|  |                  |                          |                  |                   | 2 | Olympiacos               | 3           |             |   | Tercer lugar      | Tercer lugar             | Tercer lugar |       |  |
|  |                  |                          | 3                | Promitheas Patras | 0 |                          |             |             |   |                   |                          |              |       |  |
|  | 3                | Promitheas Patras        | 3                | Promitheas Patras | 0 | 2                        |             |             | 3 | Promitheas Patras | 0                        |              |       |  |
|  | 3                | Promitheas Patras        |                  |                   |   |                          |             |             | 3 | Promitheas Patras | 0                        |              |       |  |
|  | 6                | Lavrio Megabolt          | 0                |                   |   |                          |             |             |   |                   | 4                        | PAOK         | 3     |  |
|  | 6                | Lavrio Megabolt          | 0                |                   |   |                          |             |             |   |                   | 4                        | PAOK         | 3     |  |
|  |                  |                          |                  |                   |   |                          |             |             |   |                   |                          |              |       |  |